# Arctornis stibiessa
Arctornis stibiessa är en fjärilsart som beskrevs av Collenette 1951. Arctornis stibiessa ingår i släktet Arctornis och familjen tofsspinnare. Inga underarter finns listade i Catalogue of Life.